# José Luis Sintes
José Luis Sintes (Mahón, 1965 - ) es el presidente del Menorca Bàsquet.
Se hizo cargo del club en 1999, y bajo su mandato se consiguió el ascenso a la liga ACB en la temporada 2004-2005.

## Trayectoria del Menorca Bàsquet con Sintes como presidente
| Temporada | Competición               | Clasificación |
| --------- | ------------------------- | ------------- |
| 2005/06   | ACB                       | 16º           |
| 2004/05   | LEB                       | 2º (Ascenso)  |
| 2004/05   | Copa Príncipe de Asturias | Subcampeón    |
| 2003/04   | LEB                       | 6º            |
| 2002/03   | LEB                       | 5º            |
| 2001/02   | LEB                       | 9º            |
| 2000/01   | LEB                       | 4º            |
| 1999/2000 | LEB                       | 4º            |